# کنترل (فیلم ۱۹۸۷)
کنترل (انگلیسی: Control) فیلمی به کارگردانی جولیانو مونتالدو است که در سال ۱۹۸۷ منتشر شد.

## بازیگران
- برت لنکستر
- بن گازارا
- کیت نلیگان
- اینگرید تولین
- ارلاند یوسفسن
- ویلیام برگر
- آندریا فریول
- فلاویو بوچی
- آندرئا اوکیپینتی
- زئودی آرایا
- آلفردو پئا